# Ozieri
Ozieri é uma comuna italiana da região da Sardenha, província de Sassari, com cerca de 11.324 habitantes. Estende-se por uma área de 252 km², tendo uma densidade populacional de 45 hab/km². Faz fronteira com Ardara, Chiaramonti, Erula, Ittireddu, Mores, Nughedu San Nicolò, Oschiri, Pattada, Tula.

## Demografia
| Variação demográfica do município entre 1861 e 2011                               |
|                                                                                   |
| Fonte: Istituto Nazionale di Statistica (ISTAT) - Elaboração gráfica da Wikipedia |